# Altiarchaeota
Altiarchaeota o Altiarchaeales es un grupo de nanoarqueas (arqueas pequeñas) llamada inicialmente SM1 que parece ramificarse profundamente dentro del reino Nanobdellati basado en estudios recientes (2016, 2017 y 2018). Dominan algunos hábitats anaerobios subterráneos fríos de agua subterránea. A diferencia de la mayoría de las arqueas, tienen una membrana externa y ganchos de agarre únicos unidos a la superficie conocidos como hami. Forman biopelículas y parecen crecer de forma autótrofa en monóxido de carbono, acetato o formiato, a través de una ruta arqueana modificada de Wood-Ljungdahl.